# In America (film)
Pour les articles homonymes, voir In America.
 (décembre 2020).
Si vous disposez d'ouvrages ou d'articles de référence ou si vous connaissez des sites web de qualité traitant du thème abordé ici, merci de compléter l'article en donnant les références utiles à sa vérifiabilité et en les liant à la section « Notes et références ».
Pour plus de détails, voir Fiche technique et Distribution.
In America est un film de 2002, réalisé par Jim Sheridan, coécrit par lui-même et ses filles, Naomi et Kirsten. Au casting on retrouve notamment Paddy Considine, Samantha Morton, Sarah Bolger, Emma Bolger et Djimon Hounsou.

## Synopsis
Originaires d'Irlande Johnny et Sarah s'installent avec leurs deux fillettes à New York,. Ils sont en quête d'une vie nouvelle après la mort de leur fils. Ils y rencontrent un artiste tourmenté.

## Fiche technique
- Titre : In America
- Titre québécois : Bienvenue en Amérique
- Réalisation : Jim Sheridan
- Scénario : Jim Sheridan, Kirsten Sheridan, Naomi Sheridan
- Musique : Gavin Friday, Maurice Seezer
- Costumes : Eimer Ní Mhaoldomhnaigh
- Photographie : Declan Quinn
- Production : Arthur Lappin, Jim Sheridan, Paul Myler, Nye Heron, Meredith Zamsky
- Sociétés de production : Hell's Kitchen, East of Harlem (UK) Ltd., Irish Film Industry - Government of Ireland, Harlem Film Productions Ltd.
- Sociétés de distribution : 20th Century Fox (, , , , , , , , ), Fox Searchlight Pictures (), Fox-Warner (), Gemini Film (), Hispano Foxfilms S.A.E. ()
- Lieu de tournage :  Irlande -  Royaume-Uni -  États-Unis
- Durée : 105 minutes
- Dates de sortie : 
  -  Canada : 12 septembre 2002 (Festival de Toronto)
  -  États-Unis :
    - janvier 2003  (Sundance Film Festival)
    - 29 avril 2003 (Tribeca Film Festival)
    - Octobre 2003  (Chicago International Film Festival)
    - 9 octobre 2003 (Austin Film Festival)
    - 26 novembre 2003 (Los Angeles, Californie)
    - 6 février 2004

  -  Royaume-Uni :
    - 14 août 2003 (Edinburgh International Film Festival)
    - 31 octobre 2003

  -  France :
    - 4 octobre 2003 (Festival du film britannique de Dinard)
    - 25 février 2004

  -  Irlande : 13 octobre 2003 :  Irlande
- Certification :
  -  États-Unis : PG-13 (edited for re-rating) (certificate #39306)
  -  Royaume-Uni : 15
  -  Irlande : 12PG

## Distribution
- Paddy Considine (VF : Philippe Valmont) : Johnny
- Samantha Morton (VF : Agathe Schumacher) : Sarah
- Sarah Bolger : Christy
- Emma Bolger : Ariel
- Neal Jones : 1er policier, service de l'immigration
- Randall Carlton : 2ème policier, service de l'immigration
- Ciaran Cronin : Frankie
- Djimon Hounsou (VF : Bruno Henry) : Mateo
- Juan Carlos Hernández : Papo
- Nye Heron : homme aveugle
- Jason Salkey : Tony
- Rene Millan : Steve
- Sara James : petite amie de Papo
- Bob Gallico : directeur du théâtre
- Jason Killalee :  assistant du directeur du théâtre
- Chary O'Dea :  femme mexicaine avec enfant

## Nominations et récompenses
- Nomination aux Oscars du cinéma en 2004 pour le meilleur scénario

## Autour du film
- Interdit aux moins de 12 ans lors de sa sortie en salle